# Kerbach
Kerbach [kɛʁbak] est une commune française de l'agglomération de Forbach, située dans le département de la Moselle et le bassin de vie de la Moselle-Est, en région Grand Est.

## Géographie
| Etzling            |                          | Alsting             |
| Behren-lès-Forbach | Kerbach                  |                     |
| Bousbach           | Nousseviller-Saint-Nabor | Lixing-lès-Rouhling |

### Hydrographie

#### Réseau hydrographique
La commune est située dans le bassin versant du Rhin au sein du bassin Rhin-Meuse. Elle est drainée par le ruisseau de Lixing et le ruisseau le Waeschbach.
Le ruisseau de Lixing, d'une longueur totale de 10,3 km, prend sa source dans la commune de Folkling et se jette  dans la Sarre à Grosbliederstroff, après avoir traversé six communes.

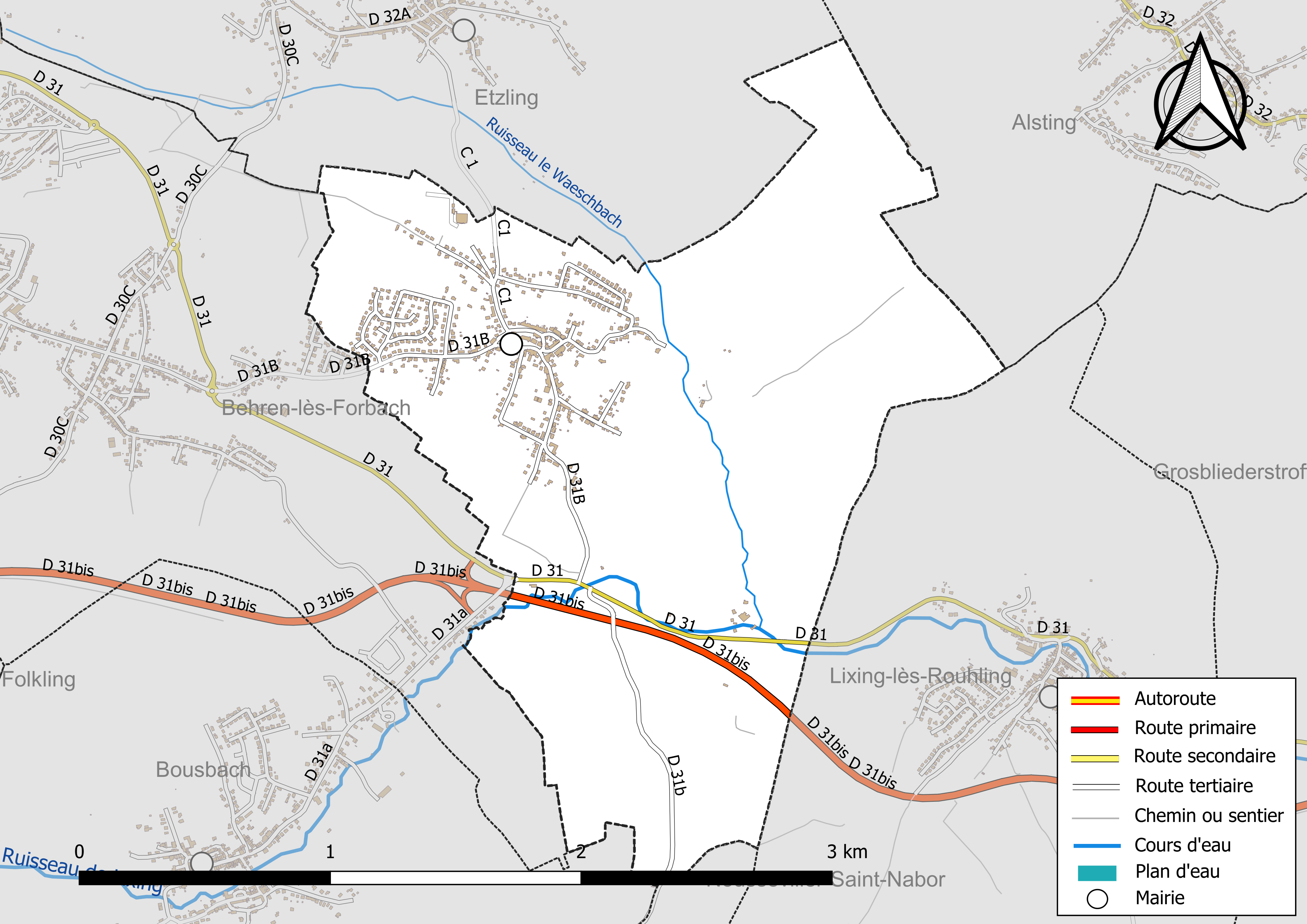
Réseaux hydrographique et routier de Kerbach.

#### Gestion et qualité des eaux
Le territoire communal est couvert par le schéma d'aménagement et de gestion des eaux (SAGE) « Bassin Houiller ». Ce document de planification, dont le territoire est approximativement délimité par un triangle formé par les villes de Creutzwald, Faulquemont et Forbach, d'une superficie de 576 km2, a été approuvé le 27 octobre 2017. La structure porteuse de l'élaboration et de la mise en œuvre est la région Grand Est. Il définit sur son territoire les objectifs généraux d’utilisation, de mise en valeur et de protection quantitative et qualitative des ressources en eau superficielle et souterraine, en respect des objectifs de qualité définis dans le SDAGE  du bassin Rhin-Meuse.
La qualité des eaux des principaux cours d’eau de la commune, notamment du ruisseau de Lixing, peut être consultée sur un site spécial géré par les agences de l’eau et l’Agence française pour la biodiversité. 

### Climat
Pour des articles plus généraux, voir Climat du Grand Est et Climat de la Moselle.
En 2010, le climat de la commune est de type climat des marges montargnardes, selon une étude du Centre national de la recherche scientifique s'appuyant sur une série de données couvrant la période 1971-2000. En 2020, Météo-France publie une typologie des climats de la France métropolitaine dans laquelle la commune est exposée à un climat semi-continental et est dans la région climatique  Lorraine, plateau de Langres, Morvan, caractérisée par un hiver rude (1,5 °C), des vents modérés et des brouillards fréquents en automne et hiver. 
Pour la période 1971-2000, la température annuelle moyenne est de 9,6 °C, avec une amplitude thermique annuelle de 17 °C. Le cumul annuel moyen de précipitations est de 940 mm, avec 12,2 jours de précipitations en janvier et 9,8 jours en juillet. Pour la période 1991-2020, la température moyenne annuelle observée sur la station météorologique de Météo-France la plus proche, « Seingbouse », sur la commune de Seingbouse à 11 km à vol d'oiseau, est de 10,5 °C et le cumul annuel moyen de précipitations est de 731,4 mm. 
La température maximale relevée sur cette station est de 37,9 °C, atteinte le 25 juillet 2019 ; la température minimale est de −17 °C, atteinte le 20 décembre 2009,,. 
Les paramètres climatiques de la commune ont été estimés pour le milieu du siècle (2041-2070) selon différents scénarios d'émission de gaz à effet de serre à partir des nouvelles projections climatiques de référence DRIAS-2020. Ils sont consultables sur un site spécial publié par Météo-France en novembre 2022.

## Urbanisme

### Typologie
Au 1er janvier 2024, Kerbach est catégorisée ceinture urbaine, selon la nouvelle grille communale de densité à sept niveaux définie par l'Insee en 2022.
Elle appartient à l'unité urbaine de Sarrebruck (ALL)-Forbach (partie française), une agglomération internationale regroupant 15  communes, dont elle est une commune de la banlieue,,. Par ailleurs la commune fait partie de l'aire d'attraction de Sarrebruck (partie française), dont elle est une commune de la couronne,. Cette aire, qui regroupe 12 communes, est catégorisée dans les aires de 700 000 habitants ou plus (hors Paris),.

### Occupation des sols
L'occupation des sols de la commune, telle qu'elle ressort de la base de données européenne d’occupation biophysique des sols Corine Land Cover (CLC), est marquée par l'importance des territoires agricoles (77,2 % en 2018), en diminution par rapport à 1990 (83 %). La répartition détaillée en 2018 est la suivante : 
terres arables (33,7 %), prairies (17,5 %), zones urbanisées (14,5 %), cultures permanentes (13,1 %), zones agricoles hétérogènes (12,9 %), forêts (8,3 %). L'évolution de l’occupation des sols de la commune et de ses infrastructures peut être observée sur les différentes représentations cartographiques du territoire : la carte de Cassini (XVIIIe siècle), la carte d'état-major (1820-1866) et les cartes ou photos aériennes de l'IGN pour la période actuelle (1950 à aujourd'hui).

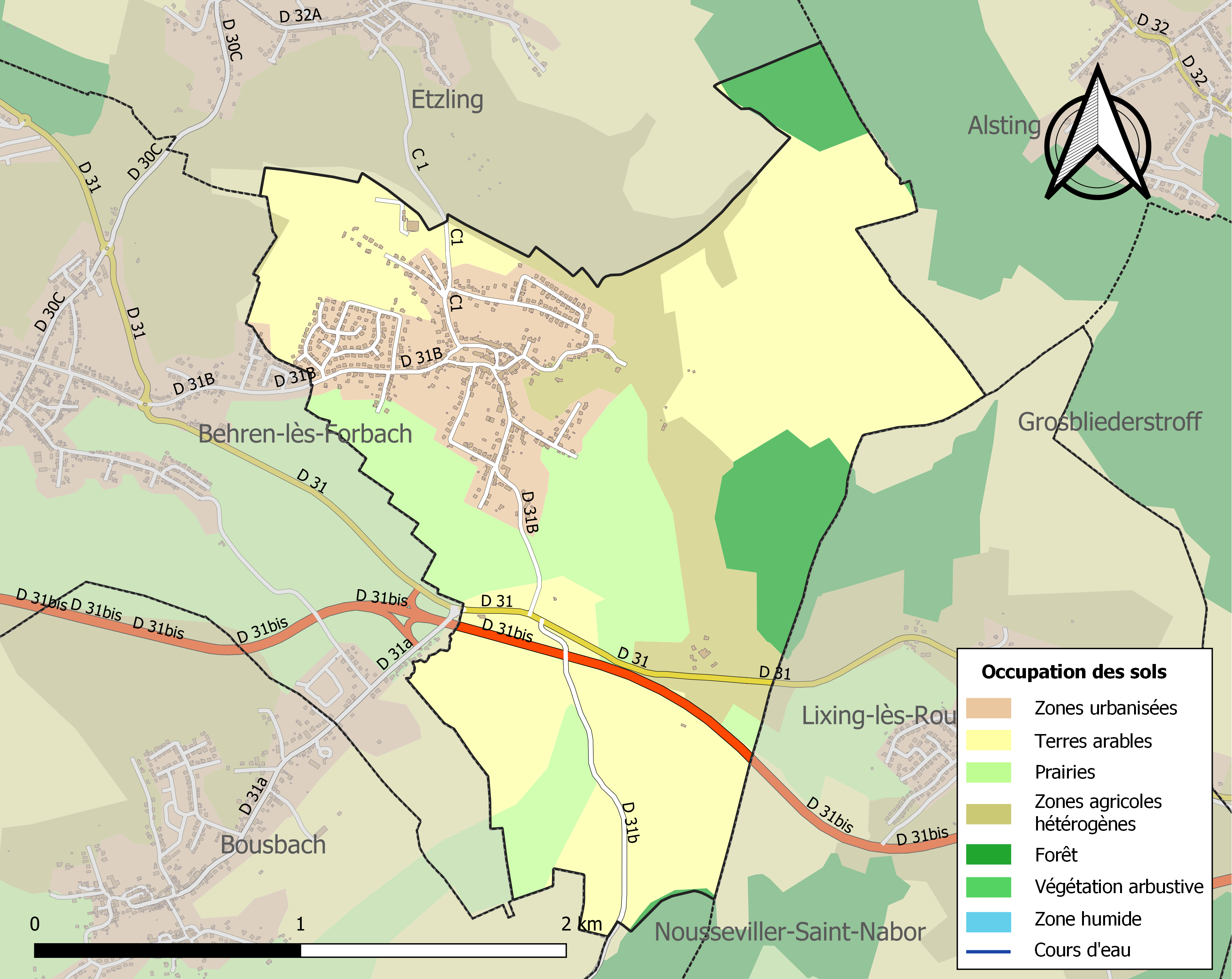
Carte des infrastructures et de l'occupation des sols de la commune en 2018 (CLC).

## Toponymie
- Kerpach (1257), Gyrperes (1262), Kirperch (1277), Kerbanck (1577), Kirbach (1594), Kerpachen (1668)[17], Herbach (1801).
- Kerboch en francique lorrain.

### Étymologie
La seconde partie -bach provient du vieux haut allemand bak, bah (apparenté à beach en anglais), " cours d'eau, ruisseau", devenu Bach en allemand standard. En effet, deux cours d'eau passent par Kerbach : la Bousbach et la Waeschbach, affluents du ruisseau de Lixing, lui-même affluent de la Sarre. Cet aspect se retrouve d'ailleurs sur le blason de Kerbach, où un cours d'eau est représenté.
La première partie Ker- est plus sujet à débat. Selon Joseph Allmang, ce suffixe pourrait dériver du moyen haut allemand kürn, " le moulin ". En effet, la commune comptait plusieurs moulins : la Losermühle, située sur le ban d'Etzling, la Oligmühle citée en 1747, la Neumühle évoquée en 1752 et la Altmühle, citée en 1727.

## Histoire
- Dépendait du comté de Forbach.
- L'ancien village de Bieslingen (Büslingen en 1594) se situait sur la commune de Kerbach, il a été détruit à la fin du XVIe siècle[19]. L'ancien village de Bettingen cité au XIIIe siècle et en 1594, a eu son ban partagé en 1720 entre les villages de Kerbach et Behren.
- Le village fut presque entièrement détruit durant la guerre de Trente Ans.
- Le 1er septembre 1939, les habitants de Kerbach sont évacués à Saint-Laurent de Cognac, en Charente, après l'annonce de la Seconde Guerre mondiale. En hommage, deux rues de Kerbach ont été rebaptisées : la rue du 1er septembre et la rue de Saint-Laurent de Cognac.

## Politique et administration
| Période                                  | Période   | Identité             | Étiquette | Qualité                                          |
| ---------------------------------------- | --------- | -------------------- | --------- | ------------------------------------------------ |
| Les données manquantes sont à compléter. |           |                      |           |                                                  |
| 1665                                     | 1669      | Clément Meyer        |           |                                                  |
| 1926                                     | 1935      | Émile Nicolay        |           |                                                  |
| 1935                                     | 1945      | Nicolas Albert       |           |                                                  |
| 1945                                     | 1947      | Joseph Meyer         |           |                                                  |
| 1947                                     | 1960      | Émile Weyland        |           |                                                  |
| 1960                                     | 1983      | Lucien Fritz         |           |                                                  |
| 1983                                     | 1989      | Louis Philippe       |           |                                                  |
| mars 1989                                | mars 2008 | Jean-Marie Bildstein |           | Instituteur retraité                             |
| mars 2008                                | nov. 2013 | Laurent Bour         |           | Comptable retraité                               |
| déc. 2013                                | En cours  | Daniel Fritz         |           | Fonctionnaire de la Police Nationale en retraite |

## Jumelage
Saint-Laurent de Cognac : depuis 2001. C'est dans ce village charentais que les Kerbachois furent évacués le 1er septembre 1939.

## Démographie
L'évolution du nombre d'habitants est connue à travers les recensements de la population effectués dans la commune depuis 1793. Pour les communes de moins de 10 000 habitants, une enquête de recensement portant sur toute la population est réalisée tous les cinq ans, les populations de référence des années intermédiaires étant quant à elles estimées par interpolation ou extrapolation. Pour la commune, le premier recensement exhaustif entrant dans le cadre du nouveau dispositif a été réalisé en 2006.

En 2022, la commune comptait 1 223 habitants, en évolution de +2,17 % par rapport à 2016 (Moselle : +0,52 %, France hors Mayotte : +2,11 %).
| 1793 | 1800 | 1806 | 1821 | 1836  | 1841  | 1861  | 1866  | 1871  |
| ---- | ---- | ---- | ---- | ----- | ----- | ----- | ----- | ----- |
| 390  | 190  | 185  | 875  | 1 049 | 1 076 | 1 097 | 1 167 | 1 230 |

| 1875  | 1880  | 1885  | 1890  | 1895 | 1900 | 1905 | 1910 | 1921 |
| ----- | ----- | ----- | ----- | ---- | ---- | ---- | ---- | ---- |
| 1 248 | 1 245 | 1 253 | 1 265 | 743  | 760  | 782  | 879  | 816  |

| 1926 | 1931 | 1936 | 1946 | 1954 | 1962 | 1968 | 1975 | 1982 |
| ---- | ---- | ---- | ---- | ---- | ---- | ---- | ---- | ---- |
| 358  | 365  | 350  | 357  | 400  | 506  | 557  | 597  | 842  |

| 1990 | 1999 | 2006  | 2011  | 2016  | 2021  | 2022  | - | - |
| ---- | ---- | ----- | ----- | ----- | ----- | ----- | - | - |
| 911  | 977  | 1 132 | 1 193 | 1 197 | 1 215 | 1 223 | - | - |

## Culture locale et patrimoine

### Édifice religieux
- Église Saint-Remi 1735.

## Pour approfondir